# 李鎮成
李眞聲（韓文：이진성，1985年2月27日—）是已解散的南韓歌唱組合Monday Kiz的成員。2005年以Monday Kiz的名義，與金敏秀一起出道，惟Monday Kiz於2008年8月因金敏秀的離世而解散，現以獨立歌手身份發展。現為慶熙大學 post modern學系在校學生。

## 個人專輯
- 2009年：《Letter》

## 組合專輯
- 2005年：《Bye Bye Bye》
- 2007年：《El Condor Pasa》
- 2007年：《Incompletion》
- 2008年：《Inside Story》
- 2008年：《Recollection》
- 2010年：《rute》

## 電視劇原聲
- 2006年：MBC《狼》
- 2006年：SBS《再次微笑》
- 2006年：KBS《透明人間崔長洙》
- 2008年：MBC《New Heart》（與M to M的崔正煥合作）
- 2008年：KBS《單身爸爸戀愛中》
- 2008年：MBC《貝多芬病毒》
- 2010年：SBS《檢察官公主》（與2010加入monday kiz的新團員韓勝熙和林韓星合作）

## 其他
- 2006年：《Who's NEXT In 2006》（與建宇合作）
- 2006年：《사이언스코리아 운동 주제가 - 과학으로 만든 세상》
- 2006年：《Love Actually》（以Voice One名義，與張惠珍及一樂合作）
- 2007年：《NA2ZEN》（與崔賢俊合作）
- 2007年：《Travel #1》（以Voice One名義，與張惠珍及一樂合作）
- 2008年：《Friendship》（與V.O.S.及一樂合作）
- 2020年：《To us Who Have To endure》（在VIXX成員KEN發行的迷你專輯Greeting中，參與該首歌曲的作詞作曲，並與KEN合唱）

## 外部連結
- NAVER 
- 個人迷你小窩[] 
- 歌迷網頁 （页面存档备份，存于） 